# Haddada
Haddada  (in arabo حدادة‎?) è un centro abitato e comune rurale del Marocco situato nella provincia di Kénitra, regione di Rabat-Salé-Kénitra. Conta una popolazione di 15 898 abitanti (censimento 2014).